# زبان‌های فینو-پرمی
زبان‌های فینو-پرمی یک زیر مجموعه پیشنهادی از زبان‌های اورالی هستند که شامل زبان‌های فینی، سامی، موردوویایی، پرمی، ماری و احتمالاً چندین زبان منقرض‌شده می‌شوند. در دسته‌بندی سنتی زبان‌های اورالی، برآورد می‌شود که فینو-پرمی در حدود ۳۰۰۰ تا ۲۵۰۰ سال پیش از میلاد از فینو-اوگری جدا و در حدود سال ۲۰۰۰ پیش از میلاد به شاخه‌های پرمی و فینو-ولگایی تقسیم شده‌است. امروزه اعتبار این گروه زیر سؤال رفته‌است و روابط متقابل پنج شعبه آن با اجماع اندکی مورد بحث و بررسی قرار می‌گیرد.